# (24113) 1999 VQ23
(24113) 1999 VQ23 est un astéroïde de la ceinture principale d'astéroïdes découvert en 1999.

## Description
(24113) 1999 VQ23 a été découvert le 14 novembre 1999 à l'observatoire de Fountain Hills, une localité du comté de Maricopa en Arizona (États-Unis), par Charles W. Juels.

### Caractéristiques orbitales
L'orbite de cet astéroïde est caractérisée par un demi-grand axe de 2,28 UA, un périhélie de 2,13 UA, une excentricité de 0,07 et une inclinaison de 5,77° par rapport à l'écliptique. Du fait de ces caractéristiques, à savoir un demi-grand axe compris entre 2 et 3,2 UA et un périhélie supérieur à 1,666 UA, il est classé, selon la JPL Small-Body Database, comme objet de la ceinture principale d'astéroïdes.

### Caractéristiques physiques
(24113) 1999 VQ23 a une magnitude absolue (H) de 14,3 et un albédo estimé à 0,180.